# Quartz rose
Le quartz rose est une variété de quartz teintée par des oxydes métalliques, manganèse, titane. Une étude récente[Quand ?] montre que de nombreuses pièces de quartz rose doivent leur couleur à de microinclusions de dumortiérite.
Le quartz rose se trouve en masses de plusieurs tonnes dans les gisements brésiliens (Minas Gerais). Il est exploité comme pierre fine, taillée ou sculptée. Les cristaux sont peu fréquents.
Une pièce de quartz rose cristallisé est visible à Mines ParisTech provenant de Sapucaia au Brésil N°6074.
Les meilleures pierres viennent de Madagascar et du Brésil.
En Europe, la Pologne a donné des groupes de cristaux centimétriques.

## Synonymie
- Cristallus colorata rubra, Wallerius[5]
- Cristal de roche, couleur de rubis, Jean-Baptiste Romé de L'Isle
- quartz-hyalin rose (René-Just Haüy 1801)[6]
- quartz laiteux ou quartz rose, André Brochant de Villiers
- rhodite[7]
- rosenrother-quartz, Emmerling

## Terminologie en gemmologie
- Rubis d'Ancône
- Rubis de Bohême
- Rubis de Silésie

Synonymie du XVIIe siècle. Ces terminologies sont interdites par le C.I.B.J.O (World Jewellery Confederation).

## Gisements remarquables
- Brésil

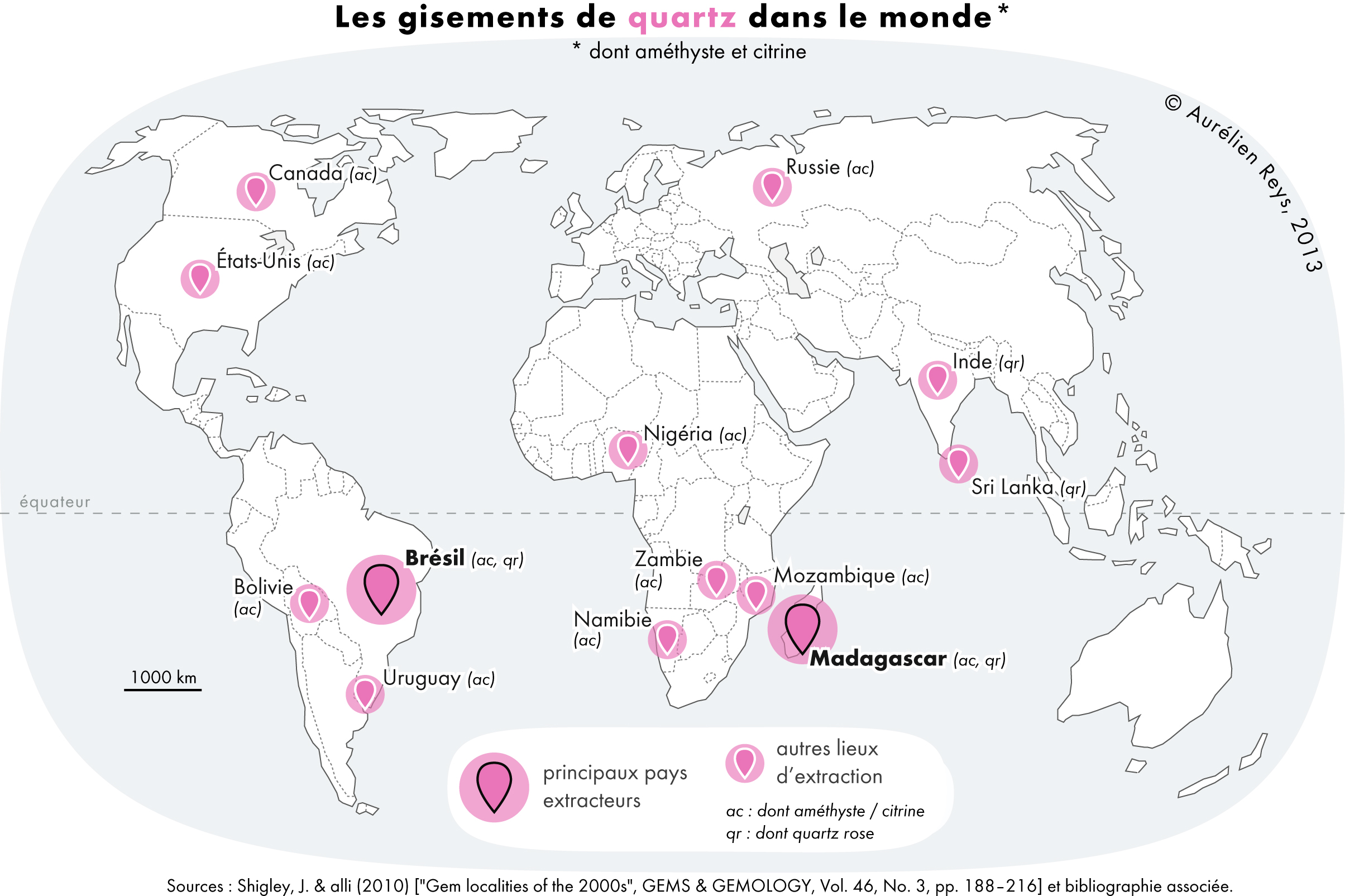
Carte des principaux pays producteurs de quartz dans le monde.

  - Minas Gerais; Galiléia, vallée Doce
    - Alto da Pitorra, Laranjeiras
    - Berilo Branco, Sapucaia do Norte[9]
    - Mine de Sapucaia[10]
- États-Unis
  - Albany, Comté d'Oxford, Maine
    - Albany Rose Quarry[11],
    - Bumpus Quarry[12]
- France
  - Carrière Pierre Blanche, Saint-Ouen-sur-Gartempe, Haute-Vienne, Limousin

## Galerie

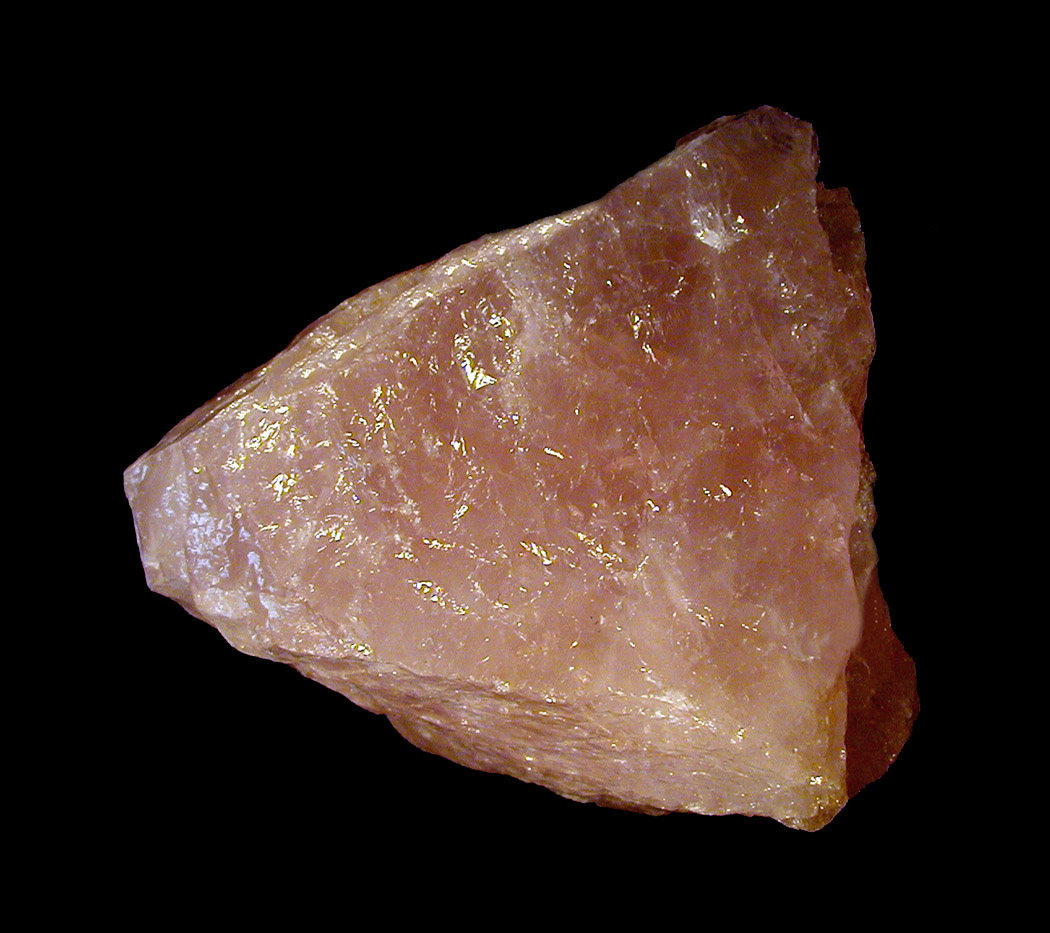
Forme brute.
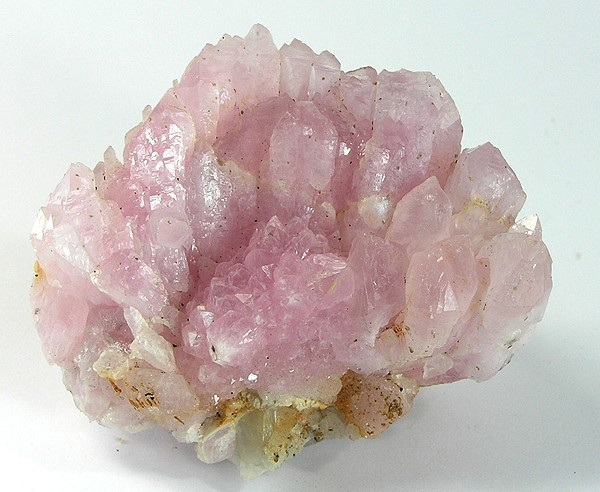
Autre forme brute.
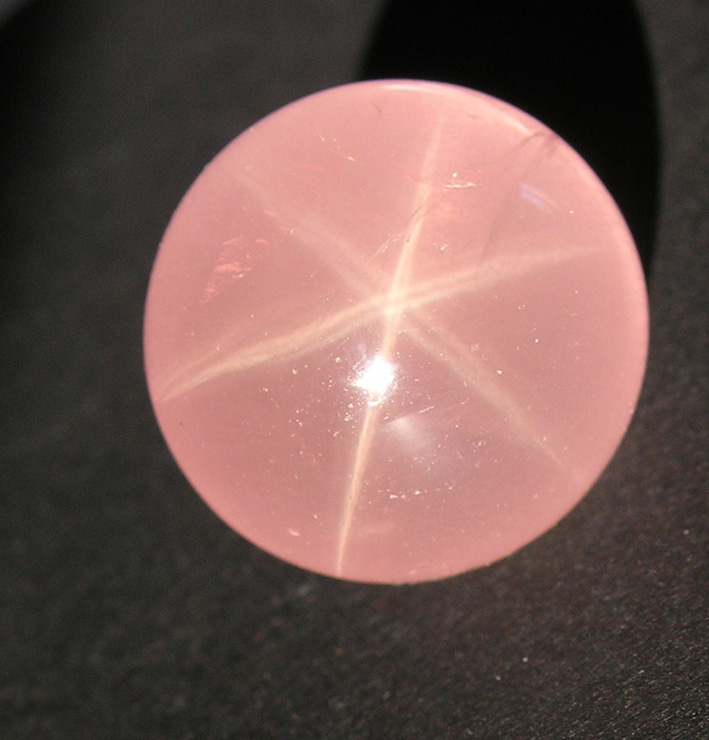
Cabochon de quartz rose astérié.
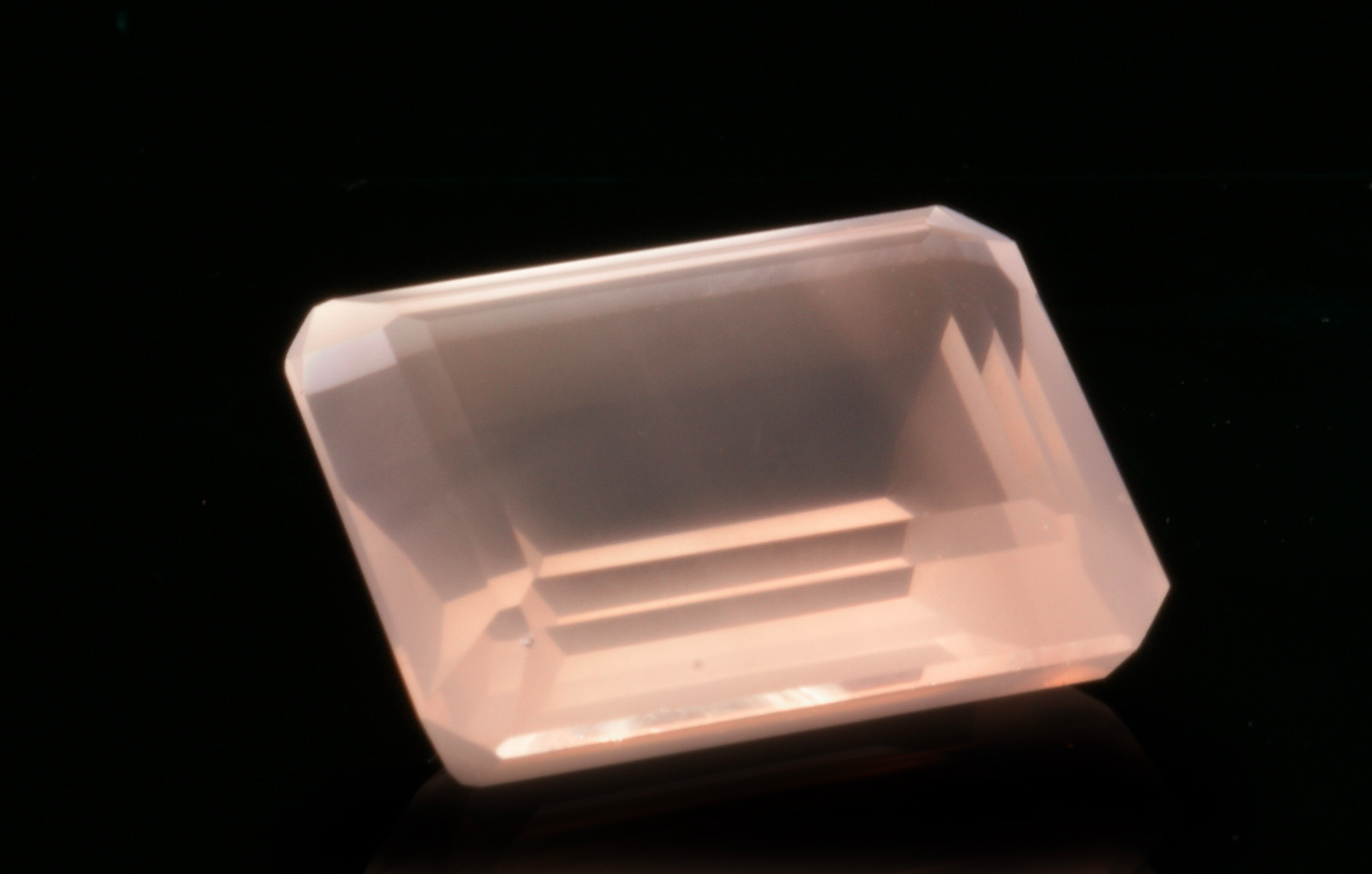
Quartz rose taillé - Minas Gerais, Brésil - (2x1,5 cm).